# Actio per iudicis arbitrive postulationem
Actio per iudicis arbitrive postulationem en el derecho arcaico previo al derecho romano no existió una acción ni un procedimiento generales, que permitieran la deducción de cualquier pretensión en un único tipo procesal determina las pretensiones deducibles. Estos tipos procesales de la época arcaica reciben el nombre de acciones de la ley (legis actiones), porque su fuente inmediata es la ley, bien la de las XII Tablas, bien alguna posterior. Pero lo más seguro históricamente es la primera, sin haber creado o introducido ningún procedimiento, se haya limitado a reconocer los preexistentes, fundados en los mores maiorum, con alguna reforma, acorde con el sentido general que tuvo esta ley en la historia del derecho arcaico. Tal debió de ser el caso de las actiones legis per sacramentum, per mamun iniectionem y per pignoris capionem.
A las tres mencionadas se agregó en época postdecenviral una legis actio per iudicis arbitrive postulationem y una actio legis per condictionem. Dentro de este conjunto se puede decir que la manus iniectio y la pignoris capio tienen carácter ejecutivo, mientras que las tres restantes presentan naturaleza declarativa.

## Bipartición del procedimiento
Uno de los rasgos estructurales más salientes y originales del proceso romano, que llamamos bipartición, ya se presenta en algunos de estos procedimientos arcaicos. Consiste en dividir la tramitación en dos fases: (1), que tiene lugar ante el magistrado encargado de la iurisdictio (normalmente un praetor), y (2), ante un iudex (o conjunto de iudices), a quien se atribuye la iudicatio, teniendo presente que este último no es un agente público, sino un ciudadano privado, designado por el magistrado para cada litigio, a proposición de sus partes o por sorteo. De todo el trámite que se desenvuelve ante el magistrado jurisdiccional se dice ser in iure; y apud iudicem o in uidicio de aquel que se desarrolla ante el juez.
La fase in iure está destinada a fijar el planteamiento de la cuestión litigiosa en términos jurídicos, sin consideración de la veracidad o falsedad de los hechos alegados por las partes, cuya alegación sólo sirve a aquel fin, y a decidir si acerca de dicha cuestión debe autorizarse un iudicium. La fase apud iudicem, en cambio, se dirige al conocimiento de los hechos y a su prueba, por un lado; a su clasificación jurídica definitiva, por otro; y la determinación de las consecuencias que de lo anterior se siguen, en fin en términos de permitir pronunciar al juez una condena o una absolución por medio de su sentencia.

## Esquema del Derecho Arcaico
(1) El ejercicio de una acción de la ley es preparado mediante una “citación personal para concurrir ante el lugar en que funciona el tribunal del magistrado” (ius vocatio), a cargo del que tiene interés en tomar la iniciativa del proceso, y con respecto a aquel en contra de quien pretende iniciarlo.
El Citado en todo caso puede ofrecer un videx, tan solvente como él, que se hace responsable de la comparecencia posterior.
(2) Una vez in iure las partes, deben tener lugar una serie de actos procésales, destinados a desahogar las pretensiones de cada cual. Es característicos de las acciones de la ley, dada su época, que esta manifestación de pretensiones sea hecha por medio de fórmulas preestablecidas, que cada parte debe recitar, y en los procedimientos más arcaicos, también a través de gesto rituales.
De todos modos, para que haya proceso es necesario que la parte citada niegue la pretensión de la que citó, o que la contradiga, actitud esta recibe el nombre de infiatio. Las otras dos actitudes posibles, a saber: Un allanamiento (confessio in iure) o aceptación de lo pretendido por el citante, o una negativa de colaborar en la progresión del proceso (“indefesio”), hacen imposible que este pueda existir y llegar a la fase apud iudicem.
(3) La fase in iure termina con un acto denominado litis contestatio, si bien él es el que señala la constitución de la relación procesal misma y permite considerar oficial o formalmente la cuestión controvertida entre partes como una res iudicio deducta.
(4) La fase apud iudicem se inicia con una exposición resumida del asunto controvertido al juez, cuyo trámite recibe de causae coniectio. Pero su finalidad principal es el desahogo de la prueba por cada parte y la alegación de sus respectivas pretensiones, con el intento de convencer al juez. Ella termina con una sentencia o iudicatum, en que el citado es condenado o absuelto; pero se admite que el juez, jurando no serle claro o transparente el asunto, se abstenga a fallar, caso el cual se nombra a otro que decida.
Contra de la sentencia del juez no cabe una apelación para otro ni nada semejante lo que hoy llamamos recursos.

## Procedimientos de las legis actiones
(1) Acción de la ley por apuesta sacramental (Legis Actio Per Sacramentum): Es declarativa en general, es decir el juez al final establece un derecho a una de las partes.
(2) Acción de la ley por petición del juez o árbitro (Legis Actio Per Iudici Arbitri Postulationem): Es declarativo especial y se aplica especialmente en los juicios divisorios, es decir el juez al final establece un derecho a una de las partes o se aplican a algunas situaciones por su naturaleza, necesitan una tramitaciones especial como una pensión de aliementos.
(3) Acción de la ley por demencia (Legis Actio Per Condictionem): No está en las XII Tablas y fue creado por la Lex Silia y la Lex Calpurnia.
(4) Acción de la ley por imposición de la mano (Legis Actio Per Manus Iniectionem): Es un procedimiento ejecutivo general, tiene un derecho por realizar un derecho ya declarado. Ejemplo Claudi no me pago, como se había acordado e inició un procedimiento ejecutivo. En este "legis actio" (ley por acción) el demandante o actor recibe al no pago de la deuda el cuerpo del demandado, ya sea una parte de este o al sujeto entero, para venderlo como esclavo o quedárselo como servidumbre.

(5) Acción de la ley por toma de prenda (Legis Actio Per Pignores Capionem): Es un procedimiento ejecutivo especial.
Los cinco procedimientos comenzaban con la ius vocatio (te incito a juicio), no intervenía ningún órgano jurisdiccional. Si se negaba iba de nuevo con testigos y lo llevaba a la fuerza a la contraparte.